# Johann Gottfried Rode
Johann Gottfried Rode (Kirchscheidungen, 25 de febrer de 1797 - Potsdam, 8 de gener de 1857) fou un compositor alemany.
Primer es distingí com a concertista de corn i després fou director de la banda del batalló de caçadors de la Guàrdia. A Potsdam fundà una caixa de socors per als orfes i vídues de músics militars i deixà un bon nombre de composicions originals i arranjaments. Compongué una marxa per a banda militar que s'interpreta fins al primer terç del segle xx.
El seu fill Theodor Rode (Potsdam, 1821 - Berlín, 1883) era fill de Johann i musicògraf. Fou professor de l'Institut Werder, de Berlín, i publicà una sèrie d'articles molt ben documentats en la Neue Zeitschr, f. M. i en la Neue Berliner Musikztg., deguen-se'li, a més, Theoretisch-pratische Schulgesangbildungslehre.